# Bianca come il latte, rossa come il sangue (film)
Bianca come il latte, rossa come il sangue è un film del 2013, diretto da Giacomo Campiotti.
La pellicola è l'adattamento cinematografico dell'omonimo romanzo di Alessandro D'Avenia. Il film tuttavia presenta significative discrepanze rispetto al romanzo.

## Trama
Leo liceale del terzo anno è innamorato di Beatrice, ragazza francese più grande di lui di un anno che vede solo a scuola o alla fermata dell'autobus. Egli ha anche una compagna di classe Silvia, invaghita di lui. La conosce dall'infanzia e la frequenta spesso confidandosi con lei perché la considera sua migliore amica.
Dopo le vacanze di Pasqua, Leo scopre che Beatrice è ricoverata in ospedale perché affetta da leucemia. Questo lo porterà a fare di tutto pur di conoscere la ragazza e continuare a credere nel suo sogno: decide di diventare donatore di midollo osseo, nella convinzione di poter salvare Beatrice. Ma esso non risulta compatibile con quello della ragazza e Leo, disperato, cerca di farla felice e realizzare i sogni di Beatrice. Intanto, a scuola, il protagonista instaura un rapporto di amicizia con il giovane supplente di lettere. L'insegnante incoraggia i suoi alunni a credere nei propri sogni, e Leo tormentato da tutto questo chiede aiuto proprio al supplente, soprannominato "il sognatore". Silvia, pentitasi di avere dato a Leo il numero sbagliato di Beatrice, lo incoraggia a dichiararle il suo amore. Quest'ultima, conoscendo i due compagni, intuisce che sono fatti l'uno per l'altra e confida a Leo che quello è l'amore vero.
La ragazza è molto ammalata, ma mente dicendo al protagonista di aver trovato un donatore di midollo osseo compatibile con il suo, pertanto sarebbe andata in Francia con la sua famiglia per due mesi e infine gli chiede di non chiamarla. Leo viene chiamato dall'ospedale perché il suo midollo è compatibile con un ammalato. Dopo una lunga discussione con i genitori e con l'aiuto di Silvia riesce a convincerli e va in ospedale, dove donando il midollo a una giovane madre le salva la vita, scoprendo la grandezza del suo gesto con Silvia al suo fianco. Ma in breve tempo scopre che a Beatrice non è andata altrettanto bene: il trapianto non è mai avvenuto, la ragazza ha fatto finta con Leo di star riprendendosi per non addolorarlo, e quando muore, verso la fine dell'anno scolastico Leo si ritrova senza più sogni per cui vivere, ma in compenso trova l'amore di Silvia.

## Cast
- Filippo Scicchitano è Leo, un adolescente di sedici anni che non ha voglia di studiare e odia i professori. È innamorato perdutamente di Beatrice ed è il suo sogno; sperando di poterla salvare, dona il midollo osseo all'ospedale in cui lei è ricoverata, e tenta di recuperare i voti a scuola. Solo più tardi scoprirà di amare Silvia.
- Aurora Ruffino è Silvia, una compagna di classe innamorata di Leo che, però, lui vede solo come migliore amica, è studiosa e solare. Dà al ragazzo un numero di telefono falso, spacciandolo per quello di Beatrice, il che lo porta ad arrabbiarsi, ma lentamente otterrà l'amore di lui.
- Luca Argentero è il Sognatore, un giovane supplente che crede nei sogni e vuole che i suoi allievi non siano superficiali e rassegnati come gli adulti. Ama la sua professione e pratica pugilato in una palestra abbandonata dove porterà Leo ad allenarsi con lui perché il ragazzo sfoghi tutta la sua tristezza. Sarà il punto di riferimento di Leo.
- Gaia Weiss è Béatrice Morel, una ragazza francese di diciassette anni, a dispetto dei quali si dimostra molto più matura. Dai capelli rossi, è affetta da leucemia. Inizialmente non conosce Leo, ma pian piano (e dopo tante peripezie) i due si incontrano a casa sua. Pian piano i due ingranano e sono compagni di mille avventure. Leo la ama più di ogni altra cosa, ma lei "rifiuta" questa sua proposta sia perché le mancavano le forze, sia perché capisce che non è lei quella giusta per lui.

## Produzione
Le riprese del film sono iniziate a Torino il 26 maggio 2012 per una durata di sei settimane.

## Colonna sonora
Le musiche originali del film sono state composte da Andrea Guerra. La canzone principale del repertorio della colonna sonora è Se si potesse non morire dei Modà, classificatasi terza al Festival di Sanremo 2013. Sono presenti anche Come un pittore e Tappeto di fragole, sempre dei Modà e Tutta scena di J-Ax.

## Distribuzione
Il film è stato distribuito nelle sale cinematografiche italiane il 4 aprile 2013 dalla 01 Distribution.
È stato distribuito in vari paesi oltre l'Italia, tra cui Francia, Germania, Svizzera e Spagna. Il film ha avuto una distribuzione internazionale piuttosto limitata, nonostante il grande successo del libro da cui è tratto.

## Accoglienza

### Incassi
Il primo fine settimana di programmazione ha incassato 1163036 €.
Al botteghino italiano ha incassato in totale 2787436 $, gli incassi internazionali sono stati 7 milioni di euro.